# Дрогобицький район
Дрогобицький район — район у Львівській області України, утворений 17 липня 2020 року в рамках адміністративно-територіальної реформи. Адміністративний центр — місто Дрогобич.

## Географія
Розташований на півдні Львівської області. На південному заході, заході та на північному заході межує зі Самбірським районом, на півночі з Львівським районом, на сході, південному сході та на півдні — зі Стрийським районом  Львівщини.
Дрогобицький район займає 149 340 га або 1493,4 км². Територія витягнута з півночі на південь на 57 км, із заходу на схід - на 50 км.
| на півночі — | місцевість на північ від села Волоща Меденицької громади 49°32′48″ пн. ш. 23°34′22″ сх. д. / 49.5465667° пн. ш. 23.5729118° сх. д.                                      |
| на півдні —  | місцевість біля витоку річки Росохачка на землях села Зубриця Східницької громади 49°01′44″ пн. ш. 23°14′59″ сх. д. / 49.0288585° пн. ш. 23.2498464° сх. д.             |
| на заході —  | місцевість неподалік від витоку річки Недільнянка на землях села Жданівка Східницької громади 49°19′02″ пн. ш. 23°06′19″ сх. д. / 49.3171945° пн. ш. 23.1052324° сх. д. |
| на сході —   | місцевість на схід від села Рівне Меденицької громади 49°22′47″ пн. ш. 23°48′30″ сх. д. / 49.3796376° пн. ш. 23.8083789° сх. д.                                         |

Географічний цент району знаходиться у центрі Борислава - місцевості Рогатка.

### Рельєф
Приблизно третина району (південна частина) розташована у гірських групах Верхньодністровські Бескиди гірського масиву Середніх Бескидів та Сколівські Бескиди гірського масиву Східних Бескидів Зовнішніх Східних Карпат. Інша - північна частина - у Верхньодністровській улоговині Передкарпаття з виступами так званих Дрогобицьких гір.
Межу між гірськими та рівнинними територіями можна провести по лінії Уріж - Борислав - Трускавець - Уличне. 
Сколівські Бескиди складаються з кулісоподібних хребтів (скиб), розділених вузькими поздовжніми і широкими поперечними долинами річок та міжгірними котловинами. Хребти мають пологі схили й округлі вершини, рідше являють собою моноклінальні пасма.
У Верхньодністровських Бескидах переважає низькогірний рельєф з куполоподібними вершинами хребтів, що розчленовують притоки Дністра, Стрия та інших річок. Вони мають типову ґраткову будову — поздовжні лагідні хребти, збудовані з пісковика (вони переважно заліснені) і паралельні до них широкі долини, вирізьблені в м'яких сланцях та глеях. 
Межу між Верхньодністровськими та Сколівськими Бескидами умовно можна провести по лінії Борислав - Східниця - Ластівка.
22 населені пункти Східницької громади та 2 Трускавецької громади мають статус гірських .
Найнижче знаходиться населений пункт Городківка (260 м), а найвище — село Зубриця та хутір Гута із середніми висотами 650 м над р. м. Однак у селі Орів, середня висота якого 550 м, деякі помешкання побудовані на висоті аж 770 м (в ур. Повзоло та Бобовище). Найбільший перепад висот між вулицями також у селі Орів - 330 м (від 450 м до 780 м). До речі, у Зубриці та Гуті перепад висот між будівлями становить лише 50 м.
Найнижча точка району — місцевість попри дорогу у напрямку до села Колодруби за 5,5 км на північний схід від північного краю селища Меденичі (254 м). Найвища точка — гора Високий Верх (1176 м) на хребті Росохацькі Полонини, що на межі зі Стрийським районом у південних околицях села Зубриця. {{https://uk-ua.topographic-map.com/map-m4dt1h/%D0%94%D1%80%D0%BE%D0%B3%D0%BE%D0%B1%D0%B8%D1%87/?center=49.29737%2C23.48259&zoom=10}}

#### Геологія
Південно-східна частина району розташована у скибовій зоні (Береговій, Орівській, Комарницькій та Парашки) Зовнішніх Східних Карпат. Північна - у Бориславсько-Покутській підзоні Прикарпатськоu прогину Східноєвропейської (Руської) платформи.
Сколівські Бескиди збудовані крейдовими та третинними вапняками, сланцями та пісковиками. Мають складчасту структуру, ускладнену лускоподібними насувами — скибами. Верхньодністровські складаються з флішу.

#### Корисні копалини
На Передкарпатті міоценова соленосна смуга, завширшки до 10 км, простягається з північного заходу на південний схід. Соляна промисловість на Передкарпатті найдавніша і багато віків найважливіша в Україні, хоч запаси солі тут порівняно невеликі. Кухонну сіль добувають майже винятково у виварному виді. Тепер її видобуток незначний, у Дрогобицькому родовищі.
У межах Дрогобиччини розвідані Східницьке, Новосхідницьке, Бориславське, Іваниківське та Орів-Уличнянське родовища Бориславсько-Покутського нафтогазоносного району Передкарпатської нафтогазоносної області Західного нафтогазоносного регіону України.
У регіоні також виявлені: озокерит (Бориславське родовище озокериту), калійна сіль (Стебницьке родовище калійних солей), глина та піщано-гравієві матеріали.
Джерела мінеральних вод, придатних до вживання, наявні у Доброгостові, Меденичах та Летні. Лікувальні мінеральні води досліджені у Трускавці, Бориславі та найбільш цінним є Східницьке родовище мінеральних вод.

### Ґрунти
У межах району виокремлюються три агроґрунтові зони - північна (Придністровська), південна (Дрогобицьке передгір'я) і гірська.
Найбільшу територію (понад 22 тис. га) займає південна зона передгір'я з дерново-підзолистими ґрунтами, які становлять 38,5% усіх сільськогосподарських угідь району. Північна (Придністрянська) низинна зона дерново-підзолистих і лучних, переважно суглинкових ґрунтів займає 30% усіх сільськогосподарських угідь. Гірська зона бурих гірничо-лісових і дерново-буро-зелених суглинкових ґрунтів займає 31,5% усіх сільськогосподарських угідь.
Шаблон:Дописати

### Етнографічне районування
Територія району знаходиться в історико-географічному регіоні Галичина. Гірські населені пункти - етнографічна зона Бойківщини, рівнинні - Підгір'я.

### Гідрологія
Найбільші річки: Стрий, Бистриця Тисменицька, Тисмениця, Трудниця, Бар, Раточина, Рибник, Стинавка, Колодниця, Солониця, Літнянка, Ріпчанка, Східничанка, Бронці та інші.
Водосховища: Трускавецьке водосховище, Унятицьке водосховище, Стебницьке водосховище, Уличнянське водосховище, Дрогобицьке водосховище, Алексік.
Водоспади: Лазний — найбільший на Львівщині.

### Тваринний та рослинний світ
Основні породи дерев, що ростуть у Дрогобицькому районі: дуб - 30%, ялиця - 21%, бук - 23% і ялина - 15%.
Схили гір Сколівських Бескидів вкриті буковими та ялицево-смерековими лісами, на безлісих вершинах — полонинах — альпійські луки. Гори Верхньодністровських Бескидів вкриті більше хвойно-широколистяними лісами.
Шаблон:Дописати

### Охоронний фонд

#### Природний
У м. Трускавець:
- Курортний парк «Адамівка»
- Бук плакучої форми
- Два вікові дуби
- Тис ягідний

Шаблон:Дописати

#### Історичний
Шаблон:Дописати

## Клімат
Клімат району вологий континентальний з м'якою зимою і теплим літом (Dfb).
Для всіх пір року характерні різкі перепади атмосферного тиску, температур і вологості повітря. Зими м'які — морози нижче −20 °C спостерігаються вкрай рідко. Стійкий сніговий покрив встановлюється не кожної зими. Весна прохолодна дощова та вітряна, заморозки і снігопади можливі до початку травня. Літо прохолодне. Звичайні літні полуденні температури в межах +22-+23 °C, спека вище +30 °C спостерігається рідко. Влітку частими є грозові зливи і різкі перепади температур при проходженні атмосферних фронтів. При цьому майже щороку спостерігаються ураганні вітри, які призводять до повалення дерев, обриву ліній електропередач, невеликих руйнувань. Осінь помірно тепла і суха. Найбільшу повторюваність у районі мають вітри із заходу, найменшу — з північного сходу. Найбільша швидкість вітру у листопаді-березні, найменша — у серпні. Тривалість вегетаційного періоду — 217 днів.
Протягом останніх десятиліть в регіоні, як і на всій території України, спостерігаються прояви зміни клімату. В останні десятиріччя у Львівській області зміна середньорічної температури повітря характеризується додатнім лінійним трендом. У  Львові за 2003–
2013  рр. середньорічна температура повітря зросла на 1,1ºС (порівняно з кліматичною нормою). Зростання відбулося переважно за рахунок значного потепління в літній та зимовий періоди (весняний та осінній сезони потеплішали значно менше). Суттєво зросла середня кількість днів з температурою повітря +30°С і вище. Також суттєво зросла частота проявів випадків хвиль тепла. {{https://necu.org.ua/wp-content/uploads/ad_Lviv_City_A4.pdf}}
У районі діє одна державна метеорологічна станція - у Дрогобичі. 
Згідно багаторічних народних спостережень, найхолоднішою та найвологішою є місцевість у районі села Зубриця. Найтепліше - у районі сіл Гаї Верхні, Гаї Нижні та Гаї Бійничі.
| Кліматограма Дрогобицького району                                                                                          | Кліматограма Дрогобицького району | Кліматограма Дрогобицького району | Кліматограма Дрогобицького району | Кліматограма Дрогобицького району | Кліматограма Дрогобицького району | Кліматограма Дрогобицького району | Кліматограма Дрогобицького району | Кліматограма Дрогобицького району | Кліматограма Дрогобицького району | Кліматограма Дрогобицького району | Кліматограма Дрогобицького району |
| --- | --------------------------------- | --------------------------------- | --------------------------------- | --------------------------------- | --------------------------------- | --------------------------------- | --------------------------------- | --------------------------------- | --------------------------------- | --------------------------------- | --------------------------------- |
| С | Л                                 | Б                                 | К                                 | Т                                 | Ч                                 | Л                                 | С                                 | В                                 | Ж                                 | Л                                 | Г                                 |
| 52 0 −6 | 54 1 −5                           | 63 7 −2                           | 78 14 4                           | 113 18 9                          | 122 21 12                         | 138 23 15                         | 98 23 14                          | 87 18 10                          | 70 13 5                           | 64 7 2                            | 62 2 −3                           |
| Середня макс. і мін. температури повітря (°C) Атмосферні опади (мм), за рік : 1001 мм. Джерело: «Climate-Data.org» (англ.) |                                   |                                   |                                   |                                   |                                   |                                   |                                   |                                   |                                   |                                   |                                   |

Див: https://ru.weatherspark.com/y/90214/%D0%9E%D0%B1%D1%8B%D1%87%D0%BD%D0%B0%D1%8F-%D0%BF%D0%BE%D0%B3%D0%BE%D0%B4%D0%B0-%D0%B2-%D0%94%D1%80%D0%BE%D0%B3%D0%BE%D0%B1%D0%B8%D1%87-%D0%A3%D0%BA%D1%80%D0%B0%D0%B8%D0%BD%D0%B0-%D0%B2%D0%B5%D1%81%D1%8C-%D0%B3%D0%BE%D0%B4
Шаблон:Дописати

## Населення
Розподіл населення нерівномірний. У Прикарпатському прогині щільність висока (особливо села Доброгостів, Уличне). У центрі району знаходиться Дрогобицько-Бориславська агломерація з ⅔ частинами населення району. Гірська місцевість слабо заселена, особливо на крайньому півдні. 
Станом на 1 січня 2022 р. у районі проживало 232,947 осіб.

Міське населення: 163,530 ос. (70,2%), сільське населення: 69,417 ос. (29,8%).
Населення міських населених пунктів:

м. Дрогобич - 73 682 ос. (на 01.01.2022)

м. Борислав - 32 473 ос. (на 01.01.2022)

м. Трускавець - 28 287 ос. (на 01.01.2022)

м. Стебник - 20 200 ос. (на 01.01.2022)

с-ще Підбуж - 3 346 ос. (на 01.01.2022)

с-ще Меденичі - 3 292 ос. (на 01.01.2022)

с-ще Східниця - 2 250 ос. (на 01.01.2022).
За станом на 1 січня 2015 р., згідно даних Дрогобицького відділу статистики, найбільшими сільськими населеними пунктами були: Уличне (3 668 ос.), Рихтичі (3 366 ос.), Доброгостів (3 106 ос.), Летня (2 655 ос.) та Лішня (2 496 ос.). Найменшими - Котованя (75 ос.), Глинне (40 ос.), Зади (34 ос.), Гута (27 ос.) та Підсухе (24 ос.).

### Національний склад населення
У національному складі населення домінують українці. Найчисельнішими етнічними меншинами є росіяни, поляки та роми. З 2014 року, у зв'язку із збройною агресією Російської федерації, у регіоні появились кримські татари.

### Мовний склад населення
Згідно даних перепису населення 2001 року, у межах сучасної Дрогобиччини, переважало україномовне населення (95,52%). Також проживали російськомовні (2,37%), з польською рідною мовою (0,14%), білоруською (0,08%), циганською (0,07%), румунською (0,02%) та інші (1,79%). Після 2014 р. та особливо у 2022 році, у регіоні помітно збільшилась кількість русскощелепного насілєнія, яке перемістилось зі східних регіонів держави у зв'язку із російсько-українською війною.

## Історія виникнення
Район створено відповідно до постанови Верховної Ради України № 807-IX від 17 липня 2020 року. Раніше територія району входила до складу Дрогобицького (1940—2020) району, ліквідованого тією ж постановою.
У 2020 році до району були включені Ластівківська (зі селами Ластівка, Свидник та Коритище) та Головська (зі селами Головське, Зубриця та Кринтята) сільські ради Турківського району й Орівська (зі селами Орів та Зимівки) сільська рада Сколівського району. Розглядали ймовірність приєднання до Дрогобицького району Гірська, Криницька та Більченська сільські ради Миколаївського району. Натомість Нижньогаївська та Верхньогаївська сільські ради мали намір увійти до складу Стрийського району.

## Адміністративний поділ
Склад району: Бориславська, Дрогобицька, Трускавецька міські та Меденицька, Східницька селищні об'єднані територіальні громади.
| Номер | Назва громади | Статус  | Центр         | К-ть нас. пунктів | Площа км² | Населення ос. (2020 р.) | Населення ос. (2022 р.) | Щільність населення ос./км² (2022 р.) |
| ----- | ------------- | ------- | ------------- | ----------------- | --------- | ----------------------- | ----------------------- | ------------------------------------- |
| 1.    | Бориславська  | Міська  | м. Борислав   | 7                 | 159,2     | 39 199                  | ▼ 38 700                | 243,1                                 |
| 2.    | Дрогобицька   | Міська  | м. Дрогобич   | 34                | 426,2     | 121 778                 | ▼ 120 404               | 282,5                                 |
| 3.    | Меденицька    | Селищна | с-ще Меденичі | 18                | 285,8     | 18 693                  | ▼ 18 520                | 64,8                                  |
| 4.    | Східницька    | Селищна | с-ще Східниця | 22                | 414,3     | 16 360                  | ▼ 16 237                | 39,2                                  |
| 5.    | Трускавецька  | Міська  | м. Трускавець | 8                 | 207,9     | 39 375                  | ▼ 39 086                | 188,0                                 |

Кожна з громад поділена на старостинські округи.
Загалом у районі 89 самостійних населених пунктів: 4 міста, 3 селища та 82 села

## Передісторія земель району

### З давніх часів до XVIІI ст.
Деякі фахівці переконують, що давні люди з'явилися на території Прикарпаття і Карпат у добу мезоліту (IX—IV тис. р. до Р. Х.). Польські науковці стверджують, що початки осілості у цих краях сягають часів неоліту. Однак наразі дуже мало збереглося артефактів з тих часів.
Дані про древній період могли не зберегтися через окупаційну політику держав, які з моменту занепаду Київської Русі та Галицько-Волинського князівства володіли цими землями. Цю частину історії ще необхідно ретельно дослідити, оскільки, цілком ймовірно, що вона набагато давніша, ніж офіційно відомо.
Археологічні джерела фіксують фактично безперервне заселення цієї території від Кам'яної доби до Середньовіччя.
Перед початком нашої ери ці терени були проміжними між племенами бастарни, костобоки та котини. Пізніше котини осіли західніше, а бастарни - східніше від території сучасного Дрогобицького району.
У І-ІІ ст. тут проживало фракійське плем'я костобоків із так званою Липицькою культурою.

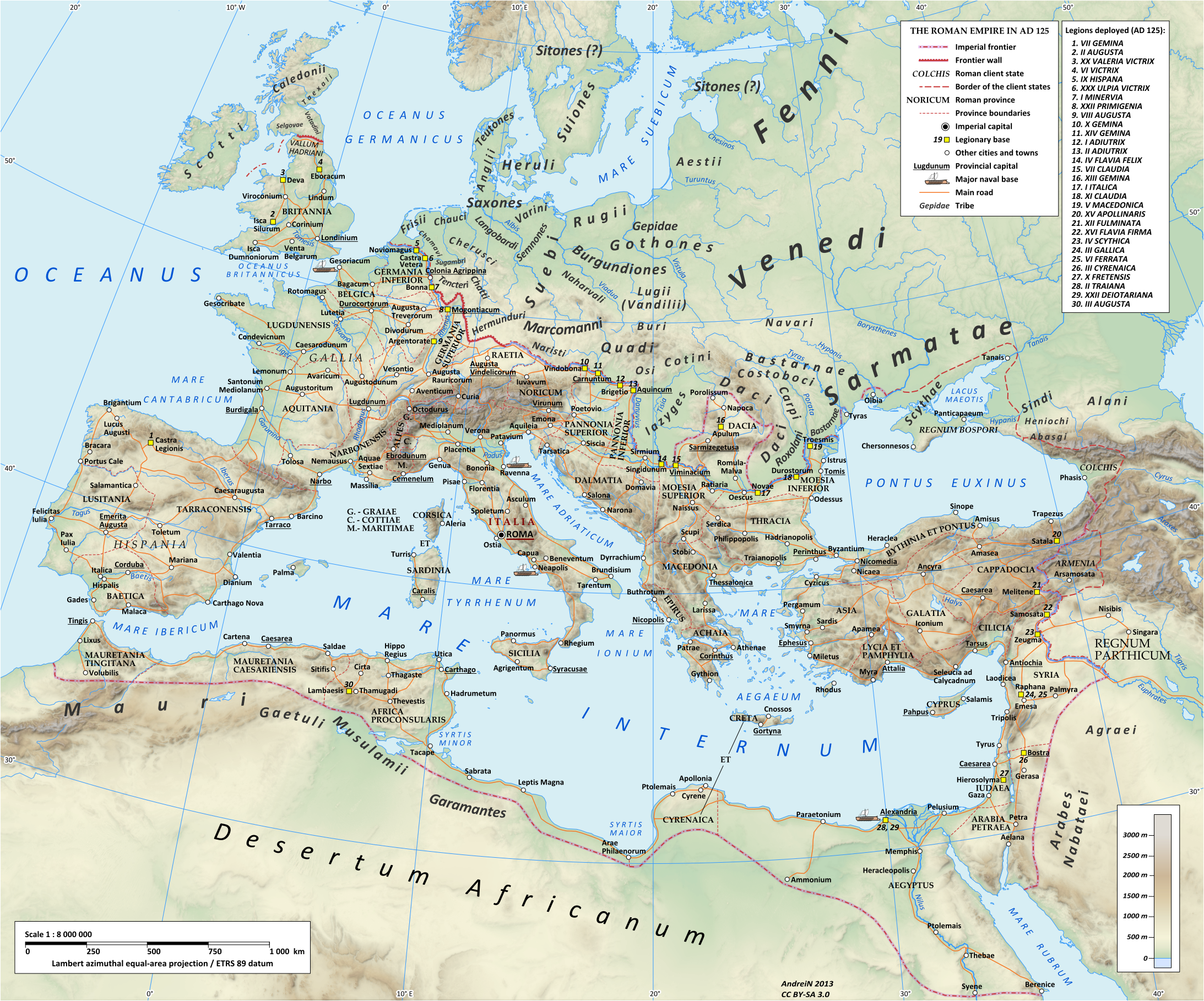
Розселення племен Європи станом на 125 р. н. е.

У ІІІ-IV ст., ці землі транзитом заселили готи, а потім гепіди. Для них була характерна Переворська (Пшеворська) культура Залізної доби.
Приблизно між 370-ми та 469 р. терени сучасної Дрогобиччини входили у склад Імперії гунів.
Від IV — до початку VII ст. (602 р.) на цих землях існувало політичне і військово-племінне слов'янське об'єднання Антський союз.
У період з VI по X ст. територію заселяли білі хорвати.
З ІХ ст. на цих теренах були Київська Русь, Перемиське князівство, Галицьке князівство, Галицько-Волинське князівство.
Легенда розповідає, що близько 1100 р. половецький хан Боняк Шолудивий знищив поселення Бич - пращура сучасного Дрогобича (Другого Бича).
У середині ХІІІ ст. українські землі пережили монголо-татарську навалу. Тоді незліченна кількість поселень була знищена та спалена.
Ще наприкінці XIV століття Дрогобич отримав власний герб, на якому білий орел тримає на грудях щит з тими ж дев'ятьма топками солі, що й зараз.
З 1339 року, після захоплення земель Галицько-Волинського князівства польським королем Казимиром III, Дрогобичина входить до Перемишльської землі (пол. Ziemia przemyska, з 1434 року — у складі Руського воєводства (пол. Województwo ruskie)): спочатку, з 1340 по 1569 роки, у складі Королівства Польського (пол. Korona Królestwa Polskiego), а після заключення Люблінської унії, з 1569 по 1772 роки — у складі Республіки Обох Народів (Речі Посполитої, пол. Rzeczpospolita Obojga Narodów), (староукр. «Рѣчъ посполитая ѡбоига народовъ»).
У 1434–1772 роках на цих землях було Руське воєводство. Поселення знаходились на території тодішньої Дрогобицької волості Перемишльської землі Корони Королівства Польського (у 1569—1772 рр. у складі Речі Посполитої).

Поділ Перемишльської землі на повіти та сучасний державний кордон

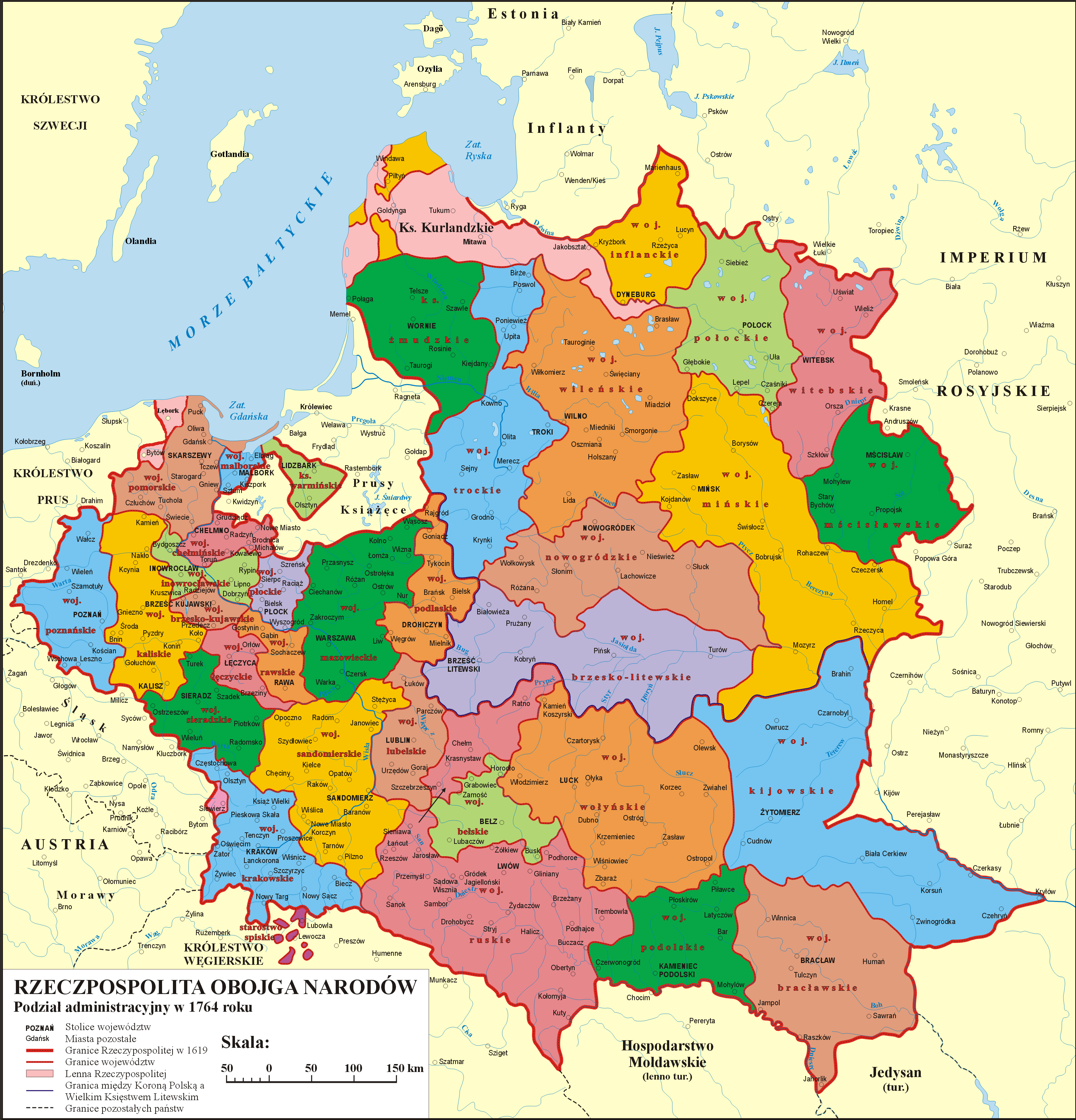
Воєводства Речі Посполитої (1764).

У 1422 році Дрогобич отримав самоуправління за магдебурзьким правом, що було підтверджено в 1460 році польським королем Казимиром IV Яґеллончиком. Відтоді Дрогобич став «Королівським вільним містом».

### Під владою Габсбургів (1772—1914)
В 1772 році внаслідок першого поділу Польщі Східна Галичина відійшла до імперії Габсбургів, а разом з нею і Дрогобиччина. Землі стали окремою адміністративною одиницею й називались «Королівство Галіції і Лодомерії». Королівство входило до складу Австрійської імперії (нім. Kaisertum Österreich), а з 1867 року, згідно з австро-угорською угодою, до складу Австро-Угорщини (нім. Die im Reichsrat vertretenen Königreiche und Länder und die Länder der heiligen ungarischen Stephanskrone).
16 жовтня 1772 року спеціальним декретом старий адміністративний апарат ліквідовано і запроваджено, як і в інших провінціях, централізовану систему управління. Керував коронним краєм губернатор, який відповідав за свої дії лише перед Віднем. Губернатором Галичини призначено Г. Ауершперґа.
Після адміністративної реорганізації краю, місцевість опинилась у тодішньому Дрогобицькому районі (районному центрі № 7) Самбірського крайсу (округу) Королівства Галичини та Володимирії Австрійської монархії.
1775 року кількість районів у провінції зменшено до 29-ти. Дрогобич надалі залишається райцентром Самбірського округу, лише під № 3.

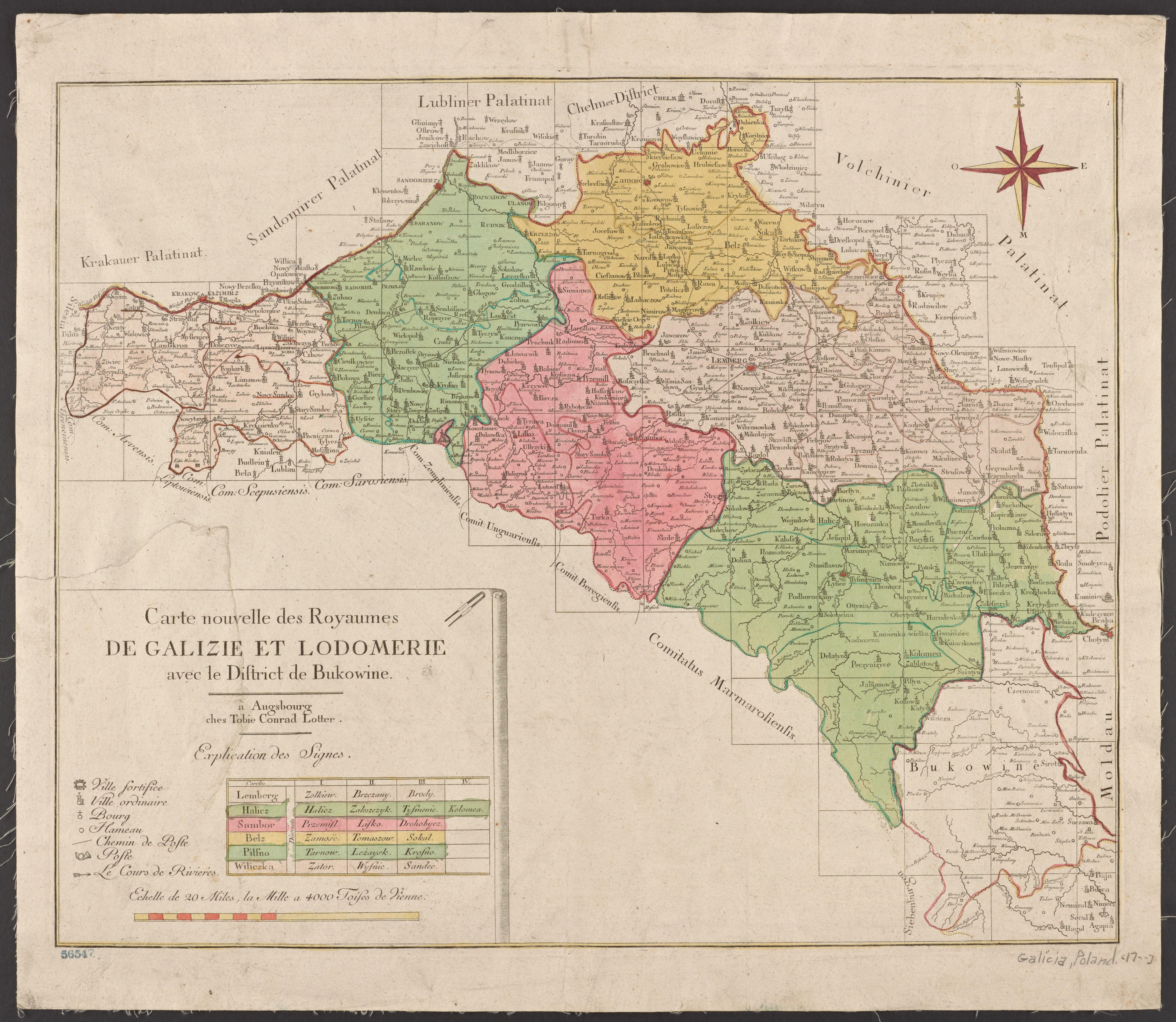
Адміністративний поділ Королівства Галичини та Володимирії у 1777—1782 роках

22 березня 1782 року цісарева Марія Терезія видала патент, який ліквідовував дистрикти (райони). Самбірський округ утворений 1782 року. Існував до 1867 року, коли було скасовано округи і залишено лише повітовий адміністративний поділ (повіти виділені у складі округів у 1854 році).
Великою зміною в перші роки австрійської влади було введення військової повинности (рекрутчини), що згодом відіграло важливу роль (далеко не позитивну) у розвитку сільських громад. Найповніше про це написав о. Михайло Зубрицький у статті «Причинки до історії рекрутчини в Галичині при кінці XVIII і до половини XIX ст». Водночас колонізаційна політика імператора Йосифа ІІ привела до значних демографічних змін. Важливим чинником тут стало створення німецьких колоній, де оселилися вихідці з теренів, прилеглих до ріки Райн, лютерани за віровизнанням. Про них згадує та описує їхній спосіб будови хат, ведення господарства і т. ін. Іван Франко у статті «Етнографічна експедиція на Бойківщину».
Однак загалом Галичина була найвідсталішим краєм Австро-Угорщини, а карпатські гірські села й поготів.
Великі докорінні зміни надходять аж наприкінці XIX ст. Стосуються щоденного побуту та способу заробітків, а ще більше — світогляду людей. Їх можна вважати кризою старої культури та початком модернізації.
У період 1805-1850 рр. територія належала Дрогобицькому дистрикту (повіту (нім. Gebiet, пол. powiat)) Самбірського округу (крайсу, циркула (нім. Kreis, пол. cyrkuł)) Королівства Галичини та Володимирії Австро-Угорщини.
З 1850 р. через організацію двох апеляційних судів територія ділилася на 2 округи: Львів (включав 12 крайсів з містом Львів і надалі отримав назву Східна Галичина) і Краків (включав 7 крайсів з містом Краків і надалі отримав назву Західна Галичина), крайси ділилися на дистрикти (повіти), кожен з яких мав свій номер (110 — у Східній Галичині, 68 — у Західній).
В 1865—1867 роках реорганізовано мережу повітів; залишилося 79 повітів. 1867 року, коли було скасовано округи і залишено лише повітовий адміністративний поділ (повіти виділені у складі округів у 1854 році), Самбірський округ було скасовано. Ймовірно, тоді землі теперішньої Дрогобиччини входили до Дрогобицького повіту, кілька поселень - до Самбірського.

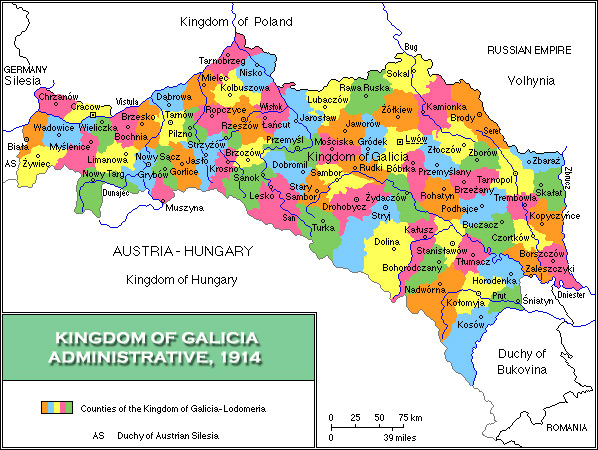
Адміністративний поділ Королівства Галичина, 1914

1914 р. вже було 82 повіти.

#### Перша світова війна (1914 - 1918 рр.)
Зі середини вересня 1914 р. до другої половини квітня 1915 р. дрогобицький край був окупований росіянами. Пізніше повернулось панування Австро-Угорщини, яке тривало ще три роки.

### Період ЗУНР (1918 - 1919 рр.)

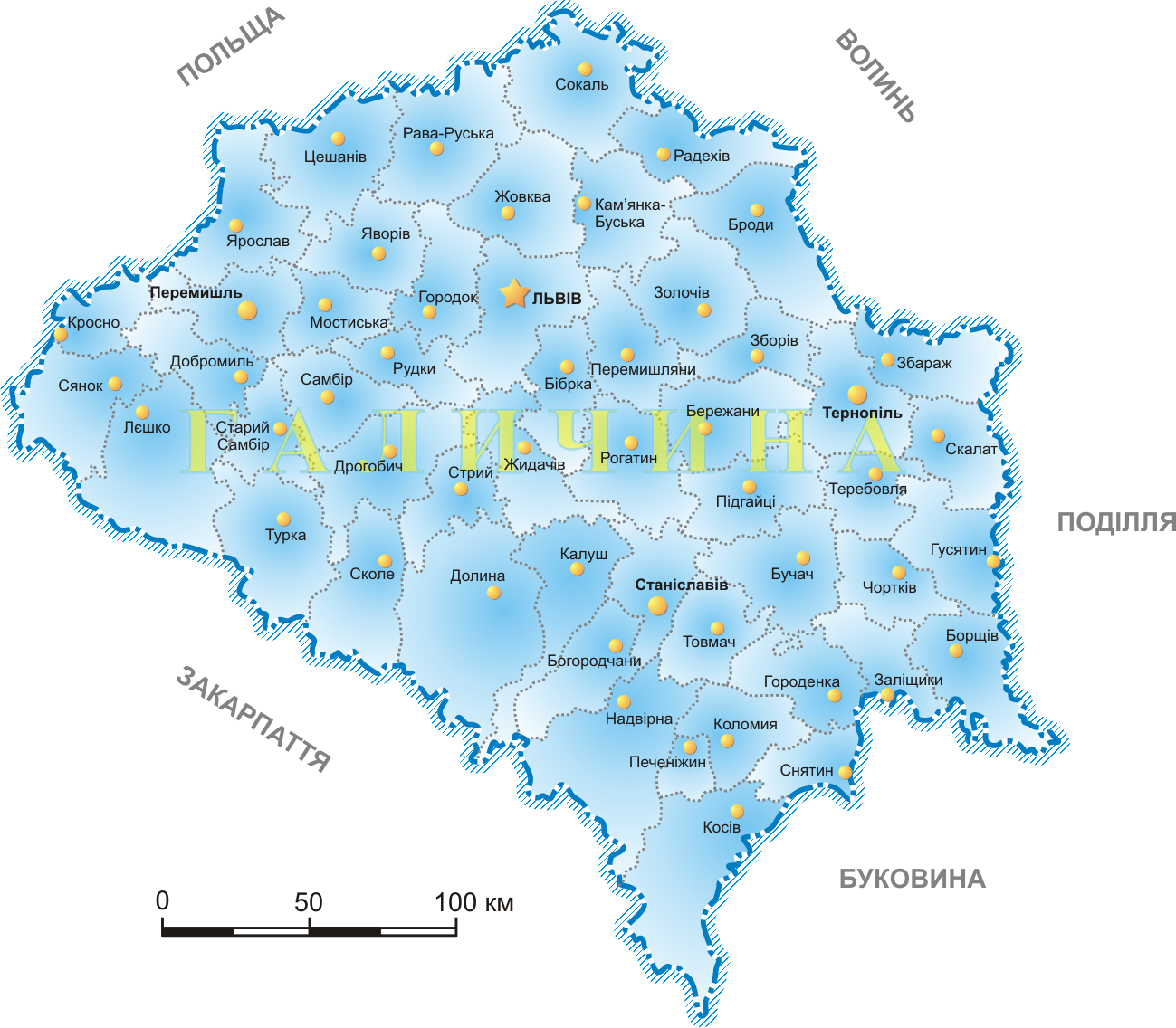
Повіти ЗУНР

У період ЗУНР територія в основному входила у склад Дрогобицького повіту Самбірської військової округи Львівської військової області.
Деякі поселення північно-західної частини теперішньої Дрогобиччини належали до Самбірського повіту. 
Села Свидник, Кринтята, Зубриця та Головське - до Турківського повіту Самбірської військової округи.

### У складі Польщі (1919 - 1939 рр.)
У 1920 р, з приходом Польщі, місцевість була адміністративно у Дрогобицькому повіті, а північно-західні поселення належали до Самбірського повіту Львівського воєводства. Села Свидник, Кринтята, Головське та Зубриця знаходились на території Турківського повіту Станіславівського воєводства.
Розпорядженням Ради Міністрів 20 травня 1930 р. до Борислава включено приміські села Мражниця, Баня Котовська, Губичі і Тустановичі, а 26 липня 1933 року — міністром затверджені нові міські права.
17 квітня 1931 р. Турківський повіт було вилучено зі Станіславського воєводства і приєднано до Львівського. 1 квітня 1932 р. Старосамбірський повіт було скасовано, і значна його частина була приєднана до Турківського повіту, внаслідок чого територія повіту збільшилася і він став найбільшим у Львівському воєводстві. Важливо тут те, що теперішні села Зубриця, Головське, Кринтята та Свидник, які зараз у складі Дрогобицького району, у період 1920 - 1931 рр. були у Станіславівському воєводстві.
15 червня 1934 р. село Волоща передане з Самбірського повіту до Дрогобицького.
1 серпня 1934 р. було здійснено новий поділ на сільські гміни шляхом об'єднання дотогочасних (збережених від Австро-Угорщини) ґмін, які позначали громаду села. Новоутворені ґміни відповідали волості — об'єднували громади кількох сіл або (в дуже рідкісних випадках) обмежувались єдиним дуже великим селом.
Так на території сучасної Дрогобиччини виникли сільські ґміни Меденичі, Найдорф (Нове Село), Рихтичі, Стебник (зі селом Орів та хутором Зимівки), Трускавець, Дережичі, Східниця, Кропивник Новий (із селами Ластівка, Коритище та хутором Мальмансталь), Підбуж, Лішня, Добрівляни тодішнього Дрогобицького повіту. Дрогобич та Борислав стали міськими ґмінами. Також серед інших були утворені ґміни Городище, Дубляни та Дорожів на території Самбірського повіту, до яких входили села Мокряни, Голодівка, Селець, Ступниця, Котованя, Новошиці, Бистриця, Ортиничі, Биків, Глинне та Дорожів. Села Свидник, Головське, Зубриця та Кринтята входили у тодішню ґміну Ясьонка Масьова Турківського повіту.

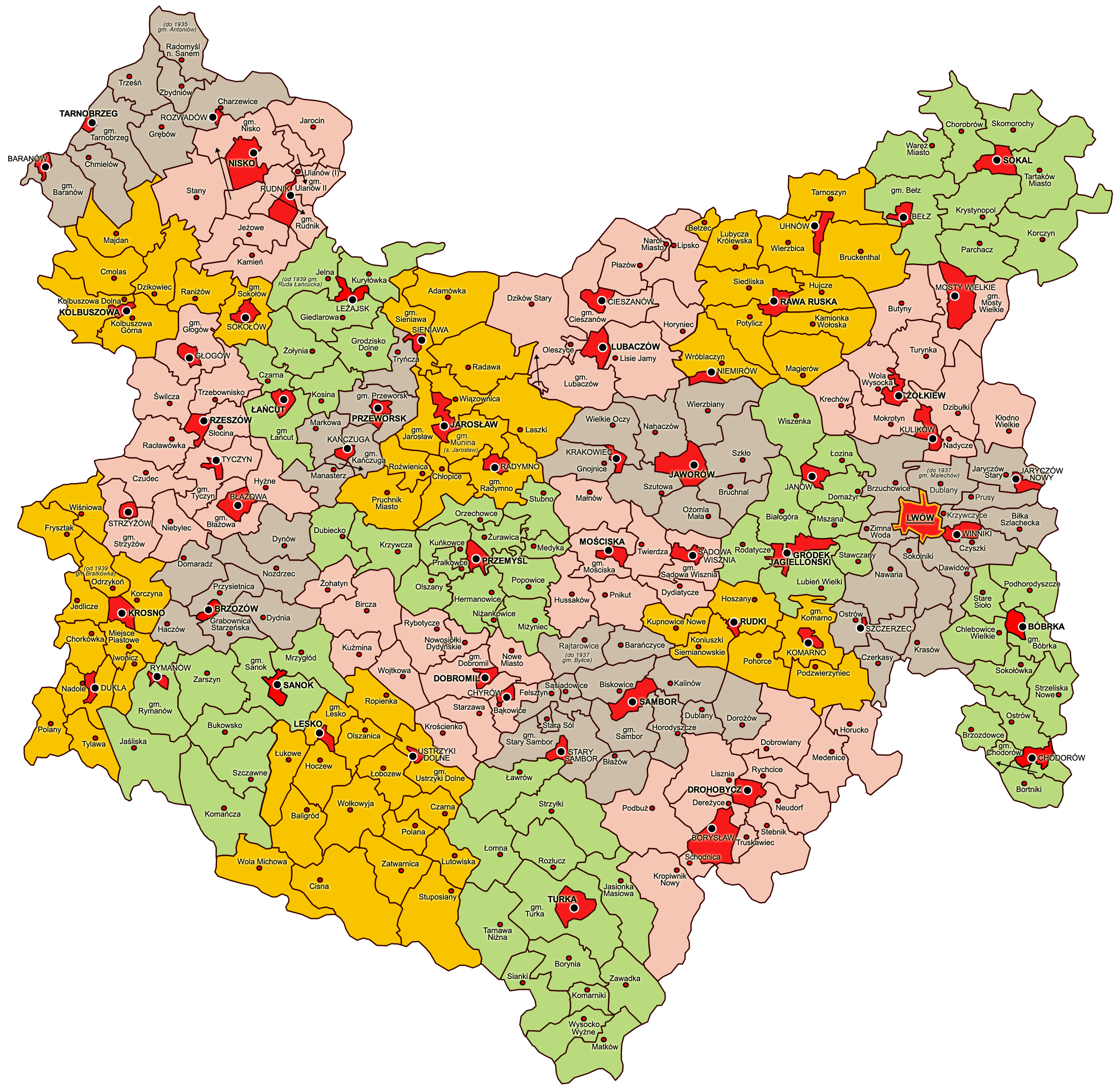
1938

Рішенням міністра внутрішніх справ 25 листопада 1938 року змінені німецькі назви поселень (колоній) на польські:

▶ Коросьніца (Korośnica) замість Йозефсберґ (Josefsberg)

▶ Польміновіце (Polminowice) замість Нойдорф (Neudorf)

▶ Рувне (Równe) замість Кеніґзав (Königsau)

▶ Улічно Мале (Uliczno Małe) замість Ґасендорф (Gassendorf)

▶ Випучкі (Wypuczki) замість Уґартсберґ (Ugartsberg).

Перейменування велося з огляду на події в Німеччині і небезпеки «захисту німецькомовних» з боку нацистської Німеччини, польський уряд вирішив позбутися німецьких назв.

#### Друга світова війна (ІХ 1939 р.)
У першій половині вересня 1939 року німці окупували територію повіту, однак вже 24 вересня 1939 року передали її СРСР,  оскільки за пактом Ріббентропа-Молотова вона належала до радянської зони впливу.

### Радянський період (перші совіти) (1939 - 1941 рр.)

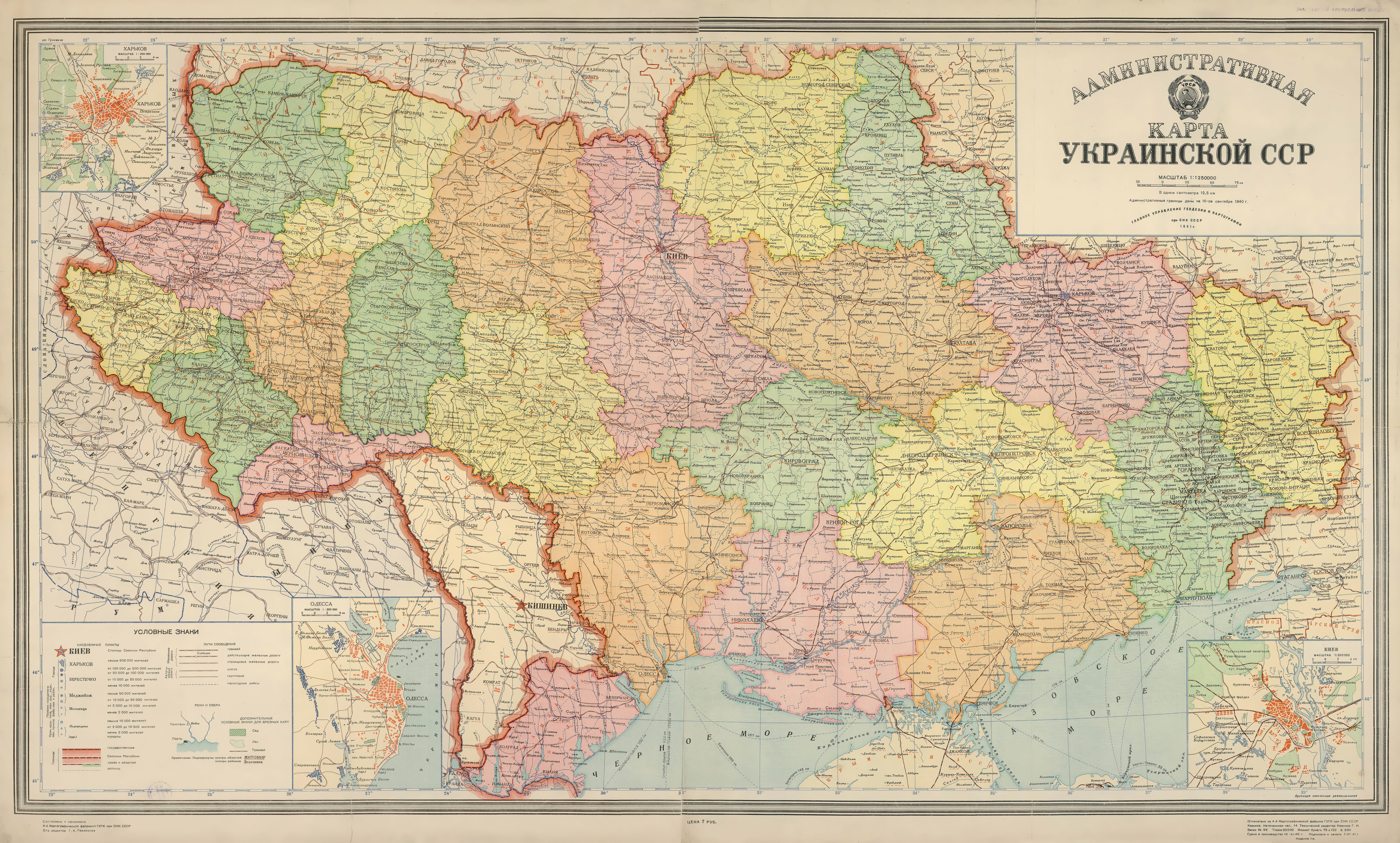
Області УPСР в 1940—1945 роках

27 листопада 1939 року повіт включено до новоутвореної Дрогобицької області.
17 січня 1940 р. повіт ліквідовано шляхом виділення двох міст у пряме обласне підпорядкування (Дрогобич і Борислав) та утворення районів — кожен із кількох ґмін:
- Меденицький — із ґмін Горуцко, Добрівляни і Медениця;
- Дрогобицький — із ґмін Дережичі, Лішня, Нойдорф, Рихтичі, Стебник і Трускавець;
- Підбузький — із ґмін Новий Кропивник і Підбуж.

Частина поселень, зокрема села Мокряни, Голодівка, Селець, Ступниця, Котованя, Новошиці, Бистриця, Ортиничі, Биків, Глинне та Дорожів відносились до Дублянського району Дрогобицької області. А села Свидник, Кринтята, Головське та Зубриця - до Турківського району.
Райони ділились на сільські ради, яких було дуже багато, майже у кожному населеному пункті.
Тоді ж населені пункти Медениця (тепер Меденичі) та Східниця отримали статуси селищ міського типу.
Згідно з Постановою Дрогобицького обкому КП(б)У від 18 грудня 1939 р. було створено Бориславський район, який 17 січня 1940 року був ліквідований. Від тоді до 21 травня 1959 р. Борислав був містом обласного підпорядкування Дрогобицької області (приєднаної цього дня до Львівської області), а з 30.12.1962 р. став містом обласного підпорядкування Львівської області. Статус було ліквідовано 17 липня 2020 р. у зв'язку з реорганізацією адміністративно-територіального устрою країни. Тоді ж утворено Бориславську громаду.
Взимку 1940 р., під сферу дії доктрини «Heim ins Reich» потрапили німці та фольксдойчі територій, які відійшли до СРСР (країни Балтії, Західна Україна, Буковина), звідки їх переселили у Вартегау. На теренах сучасної Дрогобиччини - це були мешканці сіл Коросниця, Рівне, Польміновичі та Улично Мале. На хуторі Мальмансталь на той час німців уже майже не було.

### Третій Райх (1941 - 1944 рр.)
Німецькою окупаційною владою 1.08.1941 відновлений Дрогобицький повіт, для управління яким 11.08.1941 утворено Дрогобицьке окружне староство (нім. Kreishauptmannschaft Drohobycz). Відновлений був також і поділ на ґміни.
Також 1.08.1941 р. відновлений Самбірський повіт, для управління яким 11.08.1941 р. утворено Самбірське окружне староство (нім. Kreishauptmannschaft und Gemeindeverband Sambor). Відновлений був також і поділ на ґміни. 1 серпня 1943 Самбірський повіт був підпорядкований Дрогобицькому окружному староству.
1 вересня 1943 Дережицьку ґміну було розділено на чотири частини та включено одну з них (село Попелі) до складу Борислава, другу (присілки Млинки Шкільникові і Млинки Сівкові) віднесено до міста Дрогобича, третю (села Дережичі, Ясениця-Сільна і Монастир-Дережицький) передано Лішнянській ґміні, а четверту (місцевості Циганівка, Модричі і Державний нафтопромисел села Модричі) приєднано до Стебницької ґміни.
Станом на 1 січня 1944 Дрогобицьке окружне староство складалося з 35 адміністративно-територіальних одиниць — чотирьох міст (Борислав, Дрогобич, Самбір і Турка) та 31 волості (нім. Landgemeinde): Блажів, Бориня, Биличі, Верхнє Висоцьке, Городище, Горуцьке, Добрівляни, Дубляни, Завадка, Калинів, Лімна, Лішня, Лука, Меденичі, Нижня Тернава, Новий Кропивник, Підбуж, Польміновиці, Рихтичі, Розлуч, Самбір, Сусідовичі, Східниця, Стара Сіль, Старий Самбір, Стебник, Стрілки, Трускавець, Турка, Хлівиська, Ясьонка Масьова.
Дистрикт Галичина припинив своє існування наприкінці липня 1944 року, коли внаслідок Львівсько-Сандомирської операції, був ліквідований, а німецька окупація змінилася на радянську. 6 серпня 1944 року до адміністративного центру округи вступили радянські війська. Радянською владою повіт знову був поділений на райони.
Тобто більшість сіл, що на території сучасного Дрогобицького району, із серпня 1941 р. по серпень 1943 р. було у складі окружного староства Дрогобич (нім. Kreishauptmannschaft Drohobycz), а деякі, що в на теперішньому північньому заході регіону - до окружного староства Самбір дистрикту Галичина Генерал-губернаторства для окупованих польських земель. А зі серпня 1943 р. по серпень 1944 р. то все було окружне староство Дрогобич. Староства були поділені на волості (нім. Landgemeinde). Населені пункти Свидник, Головське, Зубриця та Кринтята у період з VIII 1941 р. по VIII 1943 р. також знаходились у Самбірському старостві, оскільки воно було утворено із Самбірського та Турківського повітів.

### Радянський період (другі совіти) (1944 - 1991 рр.)
З осені 1944 р. відновилась Дрогобицька область. Населені пункти сучасної Дрогобиччини були розділені між Турківським (села Зубриця, Кринтята, Головське, Свидник), Підбузьким (у його складі тоді були і села Ластівка, Коритище та хутір Мальмансталь), Дублянським (села Мокряни, Голодівка, Селець, Ступниця, Котованя, Новошиці, Бистриця, Ортиничі, Биків, Глинне та Дорожів), Меденицьким та Дрогобицьким (до нього тоді входили і села Орів та Зимівки) районами. Міста Дрогобич та Борислав (разом зі Східницею) мали статус міст обласного підпорядкування.

Хутір Мальмансталь поляки покинули після 1945 р. Поселення згодом спалили і знищили.
Указом Президії Верховної Ради УРСР від 7.5.1946 р. «Про збереження історичних найменувань та уточнення і впорядкування існуючих назв сільських Рад і населених пунктів Дрогобицької області» деякі населені пункти були перейменовані. А саме:

▶ Хутір Найдорф, Болохівської [пізніше Болехівської] сільської Ради, іменувати хутір Новосілка.

▶ Хутір Гора Солтиська, Броницької сільської Ради, іменувати хутір Горяний.

▶ Село Вацевичі іменувати село Залужани і Вацевицьку сільську Раду — Залужанівська.

▶ Село Воля Якубова іменувати село Воля і Воле-Якубівську сільську Раду — Волинська [можливий одрук, - Волянська].

▶ Село Гаї Вижні іменувати село Верхні Гаї і Гаї-Вижнянську сільську Раду — Верхньогаївська.

▶ Село Гаї Нижні іменувати село Нижні Гаї і Гаї-Нижнянську сільську Раду — Нижньогаївська.

▶ Село Лужок Долішній іменувати село Долішній Лужок і Лужок-Долішнянську сільську Раду — Долішньолужанська.

▶ Населені пункти Рихтицької сільської Ради — хутір Хатки-Клебанівка іменувати хутір Хатки, хутір Хатки-Нємка іменувати хутір Зелена Балка.

▶ Населені пункти Дорожів-Горішнянської сільської Ради — хутір Мельники Горішні іменувати хутір Горішні Мельники, село Дорожів Горішній іменувати село Верхній Дорожів і Дорожів-Горіщнянську сільську Раду, відповідно до назви її центру, іменувати Верхньодорожівська.

▶ Населені пункти Дорожів-Долішнянської сільської Ради — хутір Мельники Долішні іменувати хутір Долішні Мельники, село Дорожів Долішній іменувати село Нижній Дорожів і Дорожів-Долішнянську сільську Раду, відповідно до назви її центру, іменувати — Нижньодорожівська.

▶ Село Пруси іменувати село Бистриця і Прусівську сільську Раду — Бистрицька.

▶ Населені пункти Ступницької сільської Ради — село Ступниця Польська іменувати село Ступниця Перша, село Ступниця Українська іменувати село Ступниця Друга.

▶ Село Котованя, Котованської сільської Ради, іменувати село Котоване.

▶ Село Груд Літинський іменувати село Городківка і Груд-Літинську сільську Раду — Городківська.

▶ Хутір Зади, Тинівської сільської Ради, іменувати хутір Малий Тинів.

▶ Село Жджанна іменувати село Жданівка і Жджанську сільську Раду — Жданівська.

▶ Хутір Монмансталь, Майданської сільської Ради, іменувати хутір Долинівка.

▶ Хутір Війтівська Гора, Нахуйовицької [пізніше Нагуєвицької] сільської Ради, іменувати хутір Франківка.

▶ Хутір Руське Багно, Опаківської сільської Ради, іменувати хутір Низовий.

▶ Хутір Солтиство, Сторонянської сільської Ради, іменувати хутір Малий.

▶ Село Голодівка, Мокрянівської сільської Ради, іменувати село Волиця.
Упродовж 1944—1946 рр. у результаті змін в адміністративно-територіальному поділі, села Мокряни та Волиця (Голодівка) Мокрянської сільської ради було передано із Дублянського до Підбузького району Дрогобицької області. Село Кавсько із хутором Горби було передано із Стрийського району у склад Меденицького району. Село Ластівка із хутором Гірка було передано із Підбузького до Турківського району.
Цікавими фактами є, що у той час:
- хутори Федорці, Марципіль та Хатки Лісові підпорядковувались Михайлевицькій сільській раді;
- хутори Зелена Балка (Хатки-Нємка), Хатки Кіткові та Хатки-Клебанівка — Рихтицькій;
- хутір Раковець був у Снятинській сільській раді. Зараз — у складі села Воля Якубова;
- хутір Котички був у Волянській сільраді тодішнього Дрогобицького району;
- хутір Тожів, що знаходиться через струмок від Котичок, входив у склад Биківської сільської ради Дублянського району;
- у Раневицькій сільській раді окремо виділявся хутір Мельники Гарасимові, а у Верхньогаївській — хутір Потік;
- окремо існувала Верхньодорожівська сільська рада у складі села Верхній Дорожів та хутора Горішні Мельники і Нижньодорожівська у складі села Нижній Дорожів та хутора Долішні Мельники;
- хутір Коритище перебував у складі Старокропивницької сільської ради;
- до Новокропивницької сільської ради, окрім села Новий Кропивник, входило аж 12 присілків: Баня, Буковець, Гута, Завий, Загора, Заріччя, Кичера, Перепростиня, Підсухий, Погар та Явірський; вказано, що хутір Бруховиця також, однак він був і у Рибницькій сільській раді;
- хутір Придністрянський (Саска Камеральна), що зараз є частиною села Мала Горожанна, був у складі Липицької сільської ради Меденицького району.

У 1948 р. смт. Трускавець отримало статус міста районного підпорядкування.
Цікаво, що німці надали Трускавцю статус міста ще в 1942-му році
З 15.06.1951 р. Трускавець — місто обласного підпорядкування Дрогобицької області.
Тоді ж, 22 грудня 1948 р. село Стебник отримало статус селища міського типу.
У 1952 році Президія Верховної Ради Української РСР без згоди мешканців перейменувала Нагуєвичі на село Івана Франка.
У 1957 р. с. Підбуж отримало статус селища міського типу.
21 січня 1959 року Дублянський район було поділено між Дрогобицьким, Меденицьким і Самбірським районами. Тоді до Дрогобиччини відійшли села Селець, Ступниця, Котованя, Новошиці, Бистриця, Ортиничі, Биків та Глинне, а с. Дорожів — до Меденицького.
21 травня 1959 Дрогобицька область була включена до складу Львівської області, утворивши її південну частину. З Меденицького, Підбузького та Дрогобицького районів було утворено єдиний Дрогобицький район Львівської області.
Основні зміни того часу:
- села Орів та Зимівки передали до Сколівського району;
- хутір Коритище включили у склад села Ластівка. Таким чином його землі передали до Турківського району. У 1989 році його виокремили знову в окреме поселення;
- із 12 хуторів поруч з Новим Кропивником, які виділяли у 1947 р., залишили лише три — Гуту, Підсухе та Перепростиню. Інші об'єднали із селом. А хутір Бруховиця став частиною села Рибник;
- було об'єднано поселення Улично та Улично Мале (колишній Ґассендорф);
- хутір Глибоке було включено до села Уличне;
- хутір Погар — до с. Доброгостів;
- село Липовець об'єднали із селом Вороблевичі;
- село Волицю об'єднали із селом Мокряни;
- із поселень колишніх Верхньодорожівської та Нижньодорожівської сільких рад утворили єдине село Верхній Дорожів;
- хутір Потік об'єднали із селом Верхні Гаї;
- хутір Мельники Гарасимові включили у склад села Раневичі;
- хутір Котички (до того Волянської сільської ради) об'єднали з хутором Тожів та адміністративно включили у склад села Глинне Биківської сільради;
- з хуторів Зелена Балка (Хатки-Нємка), Хатки Кіткові, Хатки-Клебанівка та Хатки Лісові утворили село Хатки Рихтицької сільської ради;
- у Болехівській сільській раді окремого статусу здобув хутір Діброва (зараз не існує);
- хутори, поруч зі селом Більче, об'єднали у село Болоня Миколаївського району;
- були значно укрупнені сільські ради.

Села тодішнього Меденицького району: Гірське (Горуцько), Липиці, Раделичі, Криниця, Більче з хуторами Лужок, Болоня, Терни, Сухе а також хутір Придністрянський (Саска Камеральна) (тепер частина села Мала Горожанна), були передані до укрупненого Миколаївського району Львівської області. Село Кавсько з хуторами Горби та Заріка — до Стрийського району. Проте ці населені пункти ніколи не були у Дрогобицькому районі.
Цікавими є факти, що село Липовець упродовж існування Дрогобицької області входило до складу Дрогобицького району, а Вороблевичі — до Меденицького. Село Свидник Турківського району додали до сільської ради села Ластівка Підбузького району, після чого землі сільради передали до Турківського району.
У період 1959—1962 р., під час адміністративної реформи, потічком Рибник Майданський на якому розміщувалось поселення Мальмансталь Дрогобицького району, провели межу між Турківським та Сколівським районами Львівської області.
У 1961 р. приміське село Млинки та частину села Лішня (присілок Задубче) було включено у склад міста Дрогобич.
25 червня 1969 року села Солець, Колпець та смт. Стебник були об'єднані в одне поселення.. З 21 січня 1978 р. — смт. Стебник став містом районного підпорядкування.
11 жовтня 1989 р. село Новосілки отримало назву Нове Село - переклад первісної назви Нойдорф (нім. Neudorf).
23 жовтня 1989 р. смт. Медениця перейменовано на смт. Меденичі.
18 грудня 1990 р. село Бійнич було перейменовано на село Бійничі. У давнину - Гаї Бійничі.

Тоді ж селу Воля повернули історичну назву Воля Якубова.
Упродовж десятиліть багато разів змінювались межі сільських рад Дрогобиччини. Вони то укрупнювались, то виокремлювались.

### Реформи незалежної України (з 1991 р.)
25 червня 2009 р. селу Івана Франка повернуто історичну назву Нагуєвичі.
11 березня 2014 р. село Бистриця перейменували на село Бистриця-Гірська. Перейменування пов'язане з тим, що у районі є ще одне село із назвою Бистриця. Цікаво, що історична назва іншої Бистриці - Пруси. Було б доцільніше змінити назву цього населеного пункту.
Після чергової адміністративно-територіальної реформи, у 2020 р., Дрогобицький район було знову реорганізовано у новітній Дрогобицький район Львівської області.
Тоді до району були включені Ластівська (зі селами Ластівка, Свидник та Коритище) та Головська (зі селами Головське, Зубриця та Кринтята) сільські ради Турківського району й Орівська (зі селами Орів та Зимівки) сільська рада Сколівського району. Розглядали ймовірність приєднання до Дрогобицького району Гірська, Криницька та Більченська сільські ради Миколаївського району. А також Дублянська селищна об'єднана територіальна громада Самбірського району. Натомість Нижньогаївська та Верхньогаївська сільські ради мали намір увійти до складу Стрийського району.
Після реформи район поділяється на 5 громад: Східницьку, Бориславську, Дрогобицьку, Меденицьку та Трускавецьку. Всі громади поділені на старостати. Міста обласного підпорядкування втратили свої статуси та ввійшли у склад району.
26 січня 2024 року в Україні набув чинності закон № 3285-IX, який передбачає дерадянізацію адміністративно-територіального устрою України. За ним статус селище міського типу було замінено на селище.

## Господарство та промисловість
Господарство Дрогобиччини розвивалось у першу чергу завдяки Передкарпатській міоценовій соленосній смузі, яка простягається на довжину 230 км (від Ляцька біля Перемишля на північному заході до Буковини на південному сході), при середній ширині до 10 км. Соляна промисловість на Передкарпатті найдавніша і багато віків найважливіша в Україні, хоч запаси солі тут порівняно невеликі. Сіль добувають майже винятково у виварному виді. Тепер її видобуток незначний.
Саме на соляних джерелах виник Дрогобич. У місті з 1250 р. досі безперервно функціонує підприємство по випарюванню солі - Дрогобицький солевиварювальний завод. На Дрогобиччині є такі топоніми, походження яких пов'язане із соляним промислом: село Солонсько, села Селець та Солець (присілок міста Стебник).
Край був суто сільськогосподарським. Культивувалось як рільництво, так і скотарство. У гірській зоні розвивалась лісопильна промисловість, функціонували тартаки. На Дрогобиччині є такі топоніми, походження яких пов'язане лісовим промислом: Старий Тартак (присілок Старого Кропивника).
Цікавим є факт, що у районі села Майдан у ХІХ ст. займались виплавленням залізної руди. Руїни давньої доменної печі є досі. На Дрогобиччині є такі топоніми, походження яких пов'язане рудним промислом: Гамарня (присілок села Смільна), хутір Гута.
Іншого значного розвитку регіон зазнав у часи нафтової лихоманки, що почалась у кін. XIX ст. Тоді у селі Східниця та місті Борислав почалось інтенсивне вичерпування нафти, яка місцями аж виходила назовні. На Дрогобиччині є такі топоніми, походження яких пов'язане із нафтовим промислом: Баня Котівська (присілок Борислава), Баня (присілок села Новий Кропивник), Ріпне (місцевість у Бориславі), Ріпний (урочище в селі Уличне).
У 1909 році нафтові свердловини у Бориславі давали 4% від всього світового видобутку нафти. Більше нафти у той час добували лише США і росія. Тобто, Галичина у ті роки була на третьому місці у світі за видобутком нафти.
У ХХІ ст. промислове виробництво займає незначну частку в економіці району. Провідна галузь промисловості — легка та хлібопекарська. Важливими промисловими центрами району є міста Дрогобич і Борислав. У м. Трускавець діє курорт міжнародного значення, у селищі Східниця - бальнеологічний курорт всеукраїнського значення.
Шаблон:Дописати

### Основні підприємства
- Дрогобицький солевиварювальний завод
- Дрогобицький долотний виробничий комплекс «ДДЗ»
- ТОВ «СОФТСЕРВ ІНДУСТРІЯ»
- Транспортно-експедиційний комбінат «ЗАХІДУКРТРАНС»
- Виробничо-комерційна фірма «Дрогобицький завод автомобільних кранів»
- Нафтопереробний комплекс "Галичина"
- ТОВ «ЄТІ ПРО»
- ПП «БКП ОСАННА»
- ТзОВ «БРАТИ»
- ТОВ «ЕКО ТЕПЛО ДРОГОБИЧ»
- ТОВ «СІГМА»
- МКП «ФАРМАКО»
- ТзОВ «РАЗОМ»
- СТО «Роберт Сервіс»
- ТзОВ «САПСАН»
- ТзОВ «НЕСКОМ»
- ТзОВ «УККАН»
- ТОВ «ІБІС І К»
- ТОВ «ЕВОЛЮШН ПРОДАКШН СЕРВІСЕС»
- ДП «ЮТГ Україна»
- ТОВ «ДЕКАРЕСТ»
- КП «Фермерське господарство «ТАРКОМ» ДМР
- Фермерське господарство «РОМАЛІН»
- ТОВ «ТЕХНОПАРК УБТ»
- ТзОВ «ТОРГОВИЙ ДІМ «СЕРВУС»
- ТзОВ «ТЕРМОПЛАСТ ПЛЮС»
- ТОВ «НАДРАГІДРОБУРМАШ»
- ТОВ «ПІРАНЬЯ ТЕХ»
- МПП «МАК»
- ТОВ «НАВЧАЛЬНО-ВІДПОЧИНКОВИЙ КОМПЛЕКС «ЗЕФІР»

Новошицька ГЕС (1950 р.), Східницька ВЕС (1997 р.), Орівська ВЕС (2024 р.),
Шаблон:Дописати

## Транспорт
Дрогобиччиною не проходять міжнародні транспортні коридори.

### Автомобільний
У районі розгалужена мережа доріг. Основні шляхи: Нижанковичі - Самбір - Стрий, Мостиська - Самбір - Борислав, Східниця - Меденичі - Пісочна, Львів - Пустомити - Щирець - Меденичі. А також Дрогобич - Комарно, Стебник - Гірне, Східниця - Турка, Східниця - Верхнє Синьовидне, Меденичі - Угерсько, Новошичі - Ріпчиці.
Якість доріг різна, загалом добра. Станом на 1 січня 2025 р., найгірші дороги на відрізках Лішня - Медвежа - Котованя, Хатки - Вороблевичі - Городківка, Меденичі - Рівне, Довге - Сопіт.
Автобусне сполучення відсутнє у сіл:  Перепростиня, Гута, Бистрий, Зимівки, Глинне, Ортиничі, Зади, Коросниця та Рівне. До останнього існує маршрут №136, сполученням Дрогобич - Рівне, проте з початку 2020 р. громадський транспорт по ньому не слідує.

### Залізничний
Перший поїзд прибув до Дрогобича 31 грудня 1872 р. зі Самбора. Тоді ж було прокладено залізницю до Стрия. У 1875 р. - до Борислава. У 1912 р. збудовано залізничну лінію до Трускавця через Стебник.
На території Дрогобицького району існують такі залізничні станції: Дрогобич, Борислав (від 22.04.2024 р. закрита), Стебник, Трускавець та Верхні Гаї. А також зупинні пункти: Новошичі, Дорожів, Добрівляни, Рихтичі, Михайловичі, Болехівці. Роз'їзд 3 км на лінії Дрогобич - Борислав.
На станції Трускавець зупиняються приміські електропоїзди до станцій Львів, Стрий Дрогобич та фірмовий нічний швидкий поїзд № 49/50 «Кобзар» сполученням  Київ — Трускавець, поїзд № 41/42 сполученням Дніпро — Трускавець. Зі станції Дрогобич ще курсує електропоїзд до станції Самбір.

### Повітряний
У східній околиці міста, поблизу села Почаєвичі у 1940 р. відкрито аеродром Дрогобич. Спершу використовувався для поштових та військових літаків..
Із 7 лютого 1958 року відкрито регулярне повітряне сполучення між Станіславівом (Івано-Франківськом) та Дрогобичем. З 1 листопада 1971 р. Дрогобич був пов'язаний повітряним транспортним сполученням зі Львовом, Тернополем та Луцьком.
Зараз знаходиться в «пасивному використанні» і приймає лише приватні малогабаритні літаки.

### Водний
Водного транспорту на Дрогобиччині не було і немає, оскільки немає глибоководних природних об'єктів. На ріці Стрий у 1979 р. планувалось будівництво гідроакумулювальної електростанції та великого водосховища Карпатське море. Якби проєкт був реалізований, можливо, були би і човни. А так - лише катамарани у дрогобицькому парку культури та відпочинку.

### Кінний
Збереглись відомості про кінний транспорт у Дрогобичі з центру міста до головного залізничного вокзалу та до малого залізничного вокзалу, що знаходився на вулиці Трускавецькій.
У теперішній час кінний транспорт існує у Трускавці, але у якості туристичної атракції.
Шаблон:Дописати

### Інше
Окрім транспортної мережі, що існує у районі, були проекти Дрогобицький трамвай (1909 р.) та Прикарпатський тролейбус (1963 р.).
Програму будівництва трамвайної лінії було частково зупинено у зв'язку із судовою протестацією передміщан, зокрема українських політиків Круглія та Свірняка. Щоправда, з іншого боку, проєкт не встигли б реалізувати, оскільки на це потрібен був не один рік, а у вересні 1914 року Дрогобич було окуповано російськими «модернізаторами».
У 1963 році було розроблено проєкт будівництва тролейбусної лінії завдовжки 10 км, що мала би сполучити міста Дрогобич та Трускавець через місто Стебник, а також внутрішньоміських ліній у Дрогобичі. Однак будівництво не розпочалось.
У 1912 р. виник проект канатної дороги Трускавець - Цюхів Діл. Його реалізації завадила Перша світова війна.

### Трубопроводи

#### Нафтопроводи
Територією району проходять нафтопроводи: Долина - Дрогобич та гілка Орів - Дрогобич філії «Магістральні нафтопроводи «Дружба» АТ «Укртранснафта».

#### Газопроводи
Упродовж 1922 - 1924 рр. Дрогобиччиною був прокладений перший газопровід України, сполученням Дашава - Стрий - Дрогобич.

У 1942 р. газопровід Опари — Стальова Воля став першим, який почав подавати видобуте на українських теренах блакитне паливо за межі сучасної території України.

Обидва вже не функціонують.

## Освіта
Станом на 01.01.2025 р. у районі наявно:

### Державні заклади освіти

#### Загальноосвітні школи – 77од.
- ЗЗСО І-ІІІ ст. – 34 од.

- ЗЗСО І-ІІ ст. – 36 од.

- ЗЗСО І ст. – 5 од.

- ЗЗСО ІІ-ІІІ ст. – 2 од. {{https://drohobych-rda.gov.ua/pages/overview.html}}

#### Дошкільні навчальні заклади – 42 од.
Згідно даних сайту Дрогобицької районної ради {{https://drohobych-rda.gov.ua/pages/overview.html}}, у районі функціонує 42 державні заклади дошкільної освіти.

#### Навчальні заклади інтернатного типу – 5 од.
- Комунальний заклад Львівської обласної ради «Підбузька спеціалізована мистецька школа-інтернат ІІ-ІІІ ст. «Мала академія мистецтв ім.Е.Миська»

- Комунальний заклад Львівської обласної ради «Бориславська загальноосвітня санаторна школа І-ІІ ст.»

- Комунальний заклад Львівської обласної ради «Бориславський мистецький ліцей»

- Комунальний заклад Львівської обласної ради «Нагуєвицька спеціальна школа І-ІІ ст.» (с.Нагуєвичі)

- Комунальний заклад Львівської обласної ради «Обласний науковий ліцей» {{https://drohobych-rda.gov.ua/pages/overview.html}}

#### Позашкільні навчальні заклади – 7 од.
- Трускавецька дитяча школа мистецтв
- Будинок учнівської творчості м.Трускавець

- Центр дитячо-юнацької творчості м.Борислав

- Станція юних туристів м.Дрогобич

- Будинок науково-технічної творчості м.Дрогобич

- Палац дитячо-юнацької творчості м.Дрогобич

- Будинок працівників освіти м.Дрогобич {{https://drohobych-rda.gov.ua/pages/overview.html}}

#### ДЮСШ – 3 од.
- Трускавецький дитячо-юнацький спортивний клуб «Спортовець»

- ДЮСШ м.Дрогобич ім..Боберського Дрогобицької міської ради

- ДЮСШ м.Борислав {{https://drohobych-rda.gov.ua/pages/overview.html}}

#### Профліцеї – 3 од.
- Бориславський профільний ліцей (м.Борислав)

- Вище професійне училище №19 (м.Дрогобич)
- Державний навчальний заклад «Меденицький професійний ліцей» (смт.Меденичі) {{https://drohobych-rda.gov.ua/pages/overview.html}}

#### Заклади вищої освіти – 8 од.
- Дрогобицький державний педагогічний університет ім.І.Франка

- Донецький національний технічний університет

- Дрогобицька філія Львівського медичного фахового коледжу «Медик»

- Дрогобицька філія Львівського медичного фахового коледжу «Монада»

- Дрогобицький механіко-технологічний фаховий коледж

- Дрогобицький фаховий коледж нафти і газу

- Дрогобицький фаховий коледж ім. В.Барвінського

- Бориславський фаховий медичний коледж
 {{https://drohobych-rda.gov.ua/pages/overview.html}}

### Приватні заклади освіти
- Дитячий клуб "Дзиґа" у м. Дрогобич

- Прикарпатський інститут МАУП ім. М. Грушевського (філія МАУП) у м. Трускавець

### Релігійні заклади освіти
- Дошкільний навчальний заклад "Ангелятко" УГКЦ у м. Дрогобич

- Центр душпастирства молоді УГКЦ у м. Дрогобич

- Школа "Віра. Надія. Любов" УГКЦ у м. Дрогобич

- Школа при монастирі отців Василіян реформованих УПГКЦ у м. Дрогобич

## Охорона здоров'я
Станом на 01.01.2025 р. у районі наявно:

- Лікарні – 8 од.

- Амбулаторії – 15 од.

- ПГЗ (колишні ФАПи) – 30 од.

- Поліклініки – 2 од.

- Центри первинної медико-санітарної допомоги - 2 од. {{https://drohobych-rda.gov.ua/pages/overview.html}}

## Культура
Театрів – 1;

Бібліотек – 81;

Установ клубного типу – 78;

Шкіл естетичного виховання – 6;

Філармоній – 1. {{https://drohobych-rda.gov.ua/pages/overview.html}}
У м. Трускавець:
- Трускавецька централізована бібліотечна система
- Палац культури імені Т. Г. Шевченка
- Народний ансамбль «Трускавчанка»
- Фестиваль "Трускавецький фіґляр"
- Фестиваль "Корона Карпат"
- Народний дім

Шаблон:Дописати

## Пам'ятки
У м. Трускавець:
- Вілла Гопляна
- Вілла «Під Божою Матір'ю»
- Вілла «Поґонь»
- Вілла «Постій»

Шаблон:Дописати

### Археологічні
Городища
Шаблон:Дописати

### Культові споруди
У Дрогобицькому районі знаходиться найбільша кількість дерев'яних церков серед інших регіонів Львівщини. Тут їх 68, 1 з них занесена до світової спадщини ЮНЕСКО. {{https://journals.khnu.km.ua/vestnik/wp-content/uploads/2022/05/2022-es-21-10.pdf}}
- Костел Внебовзяття Пресвятої Діви Марії у м. Трускавець

Шаблон:Дописати

### Пам'ятники
У м. Трускавець: Адамові Міцкевичу, Роману Різняку

## Туризм
Район розвинутої рекреації, пішохідного, водного та лижного туризму. Активно розвивається зелений туризм і велосипедний туризм. Курорти — Трускавець, Східниця.
Шаблон:Дописати

### Музеї
У м. Трускавець діють:
- Єпархіальний музей
- Музей «Історія Трускавця»
- Художній музей Михайла Біласа

Шаблон:Дописати

### Дозвілля
Зоопарк, дельфінарій, "Буковиця", Козацька слобода "Раковець", СПА санаторію "Молдова"
- Кінотеатр «Злата»

Шаблон:Дописати

## Видатні особистості
Регіон багатий видатними уродженцями: науковцями, поетами, громадськими діячами, спортсменами, воїнами.

Перелік поданий неповний.

### Народились
- з міста Дрогобич походять:
  - Елізабет Бергнер - австрійська акторка театру та кіно (Німеччина, Австрія), перша відома голлівудська акторка з території України.[46]
  - Валентина Вантух - українська танцюристка, педагог та хореограф, народна артистка України (1999)[47], орден княгині Ольги 3-го (2003)[48], 2-го (2007)[49] і 1-го (2009)[50] ступенів, ордена «За заслуги» 3-го (2012)[51] й 2-го (2016)[52] ступенів.
  - Йоахим Вейнгарт - український та французький художник єврейського походження. Представник Паризької школи.
  - Казимир Вежинський - польський поет, автор багатьох збірок поезій і книжки про Ф. Шопена; олімпійський чемпіон з мистецьких змагань на Олімпійських іграх 1928 року в Амстердамі, в конкурсі Літератури, змаганню з поезії.
  - Тирс Венгринович — український художник-графік.
  - Меланія Витвицька - українська громадська діячка, активістка українського жіночого руху. Дружина президента Української Народної Республіки в екзилі Степана Витвицького.
  - Юрій Котермак - руський науковець епохи Відродження, освітній діяч, поет, філософ, астроном та астролог. Доктор медицини та філософії. Ректор Болонського університету медицини й вільних мистецтв, професор і віце-канцлер Істрополітанської академії у Братиславі, професор Ягеллонського університету в Кракові[53][54]. Можливо, був одним із викладачів Миколи Коперника.
  - Анджей Хцюк - польський еміграційний письменник, поет, публіцист і журналіст. Автор кількох романів і повістей, а також «дрогобицько-львівської» дилогії «Атлантида» (1969) і «Місяцева земля» (1972).
- з міста Борислав походять:
  - Віра Вовк — українська письменниця, літературознавиця, прозаїк, драматург, перекладачка та науковиця. Учасниця літературної спілки Нью-Йоркська група (НЙГ). Писала українською, німецькою та португальською мовами.
- с. Бистриця — народилися:
  - Атена Пашко — українська поетеса, громадська діячка, дружина В'ячеслава Чорновола;
  - Орест Сторонський — український поет;
  - народився і похований доктор філософії Емілій Грималяк.
- с. Брониця — народились:
  - Залокоцький Роман Федорович — юрист, чемпіон світу з шахової композиції, міжнародний майстер FIDE, міжнародний арбітр з шахової композиції, заслужений майстер спорту України, гросмейстер України, почесний громадянин міста Самбора, радянський та український шаховий композитор (проблеміст), видав шість книг: одну по юриспруденції і п'ять по шаховій композиції.
  - Стефан Ковалів — відомий український письменник, один з визначних людей Галичини, сучасник І. Франка;
- с. Верхній Дорожів — батьківщина Дмитра Грицая (Перебийноса) — генерал-хорунжого, шефа Головного штабу УПА.
- с. Воля Якубова — народилися:
  - Михайло Матчак — сотник УСС, співорганізатор УВО, член Української Радикальної Партії (УРП) та посол до польського сойму з її рамена, публіцист, книговидавець.
  - Андрій Мельник — полковник армії УНР, голова Проводу ОУН, ініціатор створення Світового Конгресу Вільних Українців (СКВУ);
- с. Грушів — народився Лука Луців — доктор філософії, член Наукового Товариства ім. Т. Шевченка; український журналіст, літературознавець, літературний критик.
- с. Добрівляни — народилися:
  - Йосип Захарія — кандидат технічних наук, професор Львівської політехніки.
  - Катерина Захарія (Западнюк) — доктор медичних наук, професор.
  - Ігор Нижник — музикант, поет.
  - Ганна Пархуць — вишивальниця, заслужений майстер народної творчості України.
- с. Доброгостів — народився Боберський Іван, педагог, організатор, фундатор, теоретик і практик української національної фізичної культури, організатор сокільсько-січового руху, автор підручників з фізичного виховання молоді
- с. Літиня — народились:
  - Данило Лепкий — український письменник і етнограф;
  - Онуфрій Лепкий — український філолог, публіцист, мовознавець, літературознавець, релігійний діяч, письменник, член-кореспондент Академії знань у Кракові, професор української академічної гімназії у Львові.
- с. Медвежа — народився Михайло Білас — один з провідних майстрів сучасного українського ткацтва, художник широкого творчого діапазону життя якого було тісно пов'язане з Трускавцем.
- с. Мокряни — народився Яків Парнас — академік, біохімік.
- c. Нагуєвичі  — народився Іван Франко — видатний український поет, прозаїк, драматург, літературний критик, публіцист, перекладач, науковець, громадський і політичний діяч. Доктор філософії (1893), доктор габілітований (1895), дійсний член Наукового товариства імені Шевченка (1899), почесний доктор Харківського університету (1906)[55][56].
- с. Опори — народився Владислав Лозинський — польський історик, дослідник культури, мистецтвознавець, журналіст, публіцист, письменник (псевдоніми пол. Wojtek ze Smolnicy, пол. Władysław Lubicz), колекціонер творів мистецтва, науковий секретар Оссоленіуму, шляхтич, політик-консерватор. Посол Райхсрату Австро-Угорщини.
- с. Ролів — народився Йосиф Комарницький — греко-католицький священик, доктор богослов'я, церковний письменник, викладач та ректор Львівського університету (1896—1898).
- с. Смільна — народились:
  - Марія Шалайкевич — українська співачка, народна артистка України, композитор, солістка музичного гурту «Соколи», м. Львів.
  - Амвросій Яновський — галицький педагог і політичний діяч. 1864—1868 — інспектор ґімназій Галичини. Довголітній посол до Галицького сейму (1861—1882) та австрійського райхсрату (1870—1879).
- с. Старе Село — народився Мирослав Чаповський — доктор наук, член НТШ, відомий ґрунтознавець і лісівник у США.
- с. Уличне — народився Мирослав Стельмахович — доктор педагогічних наук, професор, дійсний член АНП України.

### Проживали
- м. Дрогобич - навчався Михайло Зубрицький - греко-католицький священник, український етнограф, фольклорист, історик, громадський діяч (в тому числі місцевого самоврядування Західноукраїнської Народної Республіки), публіцист, дійсний член НТШ (з 29.07.1904, єдиний сільський священник, що мав такий ступінь).
- с. Довге Гірське — похований Корнило Устиянович — відомий український художник.
- с. Нагуєвичі похований о. Йосиф Левицький — автор першої друкованої в Галичині «Граматики української мови».

## Символіка району
Шаблон:Дописати

## Політика

### Керівництво
Голови районної ради
- Шевкенич Андрій Іванович (23.11.2020 — теп. час)

Голови районної державної адміністрації
- Скоропад Віталій Орестович в.о. (05.08.2020 — 05.03.2021)
- Кулиняк Степан Львович (05.03.2021 — теп. час)